# Triumph Dolomite Straight Eight
Der Triumph Dolomite Straight Eight war ein PKW, der von der Triumph Motor Company 1934 als Sportwagen vorgestellt und bis 1935 gefertigt wurde. Er besaß einen Reihenachtzylindermotor und sah dem Alfa Romeo 8C ähnlich. Allerdings kam es zu keiner Serienfertigung; es wurden nur 3 Exemplare hergestellt. Der Motor hatte einen Hubraum von 1990 cm³, zwei obenliegende Nockenwellen und einen Roots-Kompressor. Die Maschine leistete 140 bhp (103 kW) bei 5500/min. und beschleunigte den Wagen auf bis zu 177 km/h. Die Räder waren mit hydraulischen Lockheed-Trommelbremsen mit 400 mm Trommeldurchmesser ausgestattet. Das Pressstahlfahrgestell war konventionell ausgelegt mit Starrachse vorne und halbelliptischen Blattfedern an allen Rädern.
Einer dieser Wagen wurde 1935 zur Rallye Monte Carlo gemeldet und von Donald Healey gefahren. Allerdings musste er nach einer Kollision mit einem Zug auf einem Bahnübergang in Dänemark aufgeben.
Hauptsächlich wegen finanzieller Probleme in der Herstellerfirma wurde der Wagen nie in Serie gefertigt. Einige Ersatzmotoren und Ersatzfahrgestelle wurden später von einer in London ansässigen Firma namens High Speed Motors (HSM) zu kompletten Autos zusammengebaut.